# 宁阳文庙
宁阳文庙，位于山东省泰安市宁阳县城东街313号，是中华人民共和国山东省文物保护单位之一。
2006年12月7日，授予山东省文物保护单位，是一座古建筑。